# 蓋刺鰕虎
蓋刺鰕虎（学名：Oplopomus oplopomus），又名刺蓋鰕虎魚，为鱸形目鰕虎科刺蓋鰕虎魚屬下的一个种。该物种主要分布于印度洋-太平洋海域，体长可达10公分。